# Nezumia aequalis
El granadero liso (Nezumia aequalis) es una especie de pez de la familia Macrouridae en el orden de los Gadiformes.

## Morfología
• Los machos pueden llegar alcanzar los 36 cm de longitud total.

## Alimentación
Come animales pelágicos y  bentónicos: anfípodos,  camarones, copépodos, isópodos, ostrácodos y poliquetos.

## Depredadores
Es depredado en Namibia por Merluccius capensis y Merluccius paradoxus , mientras que en los Estados Unidos lo es por Merluccius albidus.

## Hábitat
Es un pez bentopelágico que vive entre 200-2320 m de profundidad.

## Distribución geográfica
Se encuentra en el  Atlántico oriental (desde las Islas Feroe hasta el Mediterráneo y el norte de Angola) y en el  Atlántico occidental (desde el Estrecho de Davis hasta el norte del Brasil).

## Longevidad
Puede llegar a vivir 9 años.